# کردل (جورجیا)
کردل، جورجیا (به انگلیسی: Cordele, Georgia) یک شهر در ایالات متحده آمریکا با جمعیت ۱۱٬۶۰۸ نفر است که در جورجیا واقع شده‌است.

## موقعیت جغرافیایی
موقعیت جغرافیایی شهرها و مناطق اطراف به شرح زیر است: